# União das Freguesias de Cerdeira e Moura da Serra
União das Freguesias de Cerdeira e Moura da Serra (portugiesisch für: Vereinigung der Gemeinden Cerdeira und Moura da Serra), kurz Cerdeira e Moura da Serra, ist eine portugiesische Gemeinde (Freguesia) im Kreis Arganil mit 18,42 km² Fläche und 439 Einwohnern (2011). Ihre  Bevölkerungsdichte beträgt 23,8 Einwohner/km².

## Geschichte
Die Gemeinde entstand im Zuge der Gebietsreform vom 29. September 2013 durch die Zusammenlegung der ehemaligen Gemeinden Cerdeira und Moura da Serra.

## Demographie
| Freguesia | Freguesia                   | Freguesia | Freguesia       | ehemalige Freguesias | ehemalige Freguesias | ehemalige Freguesias | ehemalige Freguesias |
| --------- | --------------------------- | --------- | --------------- | -------------------- | -------------------- | -------------------- | -------------------- |
| Wappen    | Freguesia                   | Einwohner | Fläche in (km²) | Wappen               | Freguesia            | Einwohner            | Fläche in (km²)      |
|           | Cerdeira und Moura da Serra | 439       | 18,42           |                      | Cerdeira             | 327                  | 5,50                 |
|           | Cerdeira und Moura da Serra | 439       | 18,42           | Moura da Serra       | 113                  | 12,92                |                      |